# Zach Redmond
Zach Redmond (né le 26 juillet 1988 à Traverse City dans l'État du Michigan aux États-Unis) est un joueur professionnel américain de hockey sur glace.

## Biographie
Zach Redmond a été sélectionné par les Thrashers d'Atlanta en 184e choix (7e ronde) lors des repêchages de 2008.
Il commence sa carrière professionnelle avec les Wolves de Chicago dans la LAH lors de la saison 2010-2011 après avoir joué pour l'équipe universitaire des Bulldogs de Ferris State de la CCHA de 2007 à 2011. Il rejoint ensuite l'équipe des IceCaps de Saint-Jean à partir de la saison 2011-2012 et participe également à quelques rencontres de LNH lors de la saison 2012-2013 avec l'équipe affiliée aux IceCaps, les Jets de Winnipeg. Le 21 février 2013, lors d'un entraînement, un coéquipier lui sectionne accidentellement l'artère fémorale l'obligeant ainsi à mettre un terme à sa saison avec les Jets de Winnipeg. Le 1er juillet 2014, il signe un contrat de deux ans avec l'Avalanche du Colorado.
Le 1er juillet 2016, il signe un contrat de deux ans avec les Canadiens de Montréal. Après une saison où il joua majoritairement dans la LAH avec les IceCaps de Saint-Jean, il est échangé le 5 octobre 2017 aux Sabres de Buffalo contre Nicolas Deslauriers.

## Statistiques

### En club
| Saison     | Équipe                   | Ligue      |     | Saison régulière | Saison régulière | Saison régulière | Saison régulière | Saison régulière |   | Séries éliminatoires | Séries éliminatoires | Séries éliminatoires | Séries éliminatoires | Séries éliminatoires |
| Saison     | Équipe                   | Ligue      | PJ  | B                | A                | Pts              | Pun              | PJ               | B | A                    | Pts                  | Pun                  |                      |                      |
| 2005-2006  | Stampede de Sioux Falls  | USHL       | 48  | 4                | 7                | 11               | 57               | 11               | 1 | 2                    | 3                    | 4                    |                      |                      |
| 2006-2007  | Stampede de Sioux Falls  | USHL       | 60  | 8                | 31               | 39               | 37               | 8                | 3 | 7                    | 10                   | 8                    |                      |                      |
| 2007-2008  | Bulldogs de Ferris State | CCHA       | 37  | 6                | 13               | 19               | 33               | -                | - | -                    | -                    | -                    |                      |                      |
| 2008-2009  | Bulldogs de Ferris State | CCHA       | 38  | 3                | 21               | 24               | 48               | -                | - | -                    | -                    | -                    |                      |                      |
| 2009-2010  | Bulldogs de Ferris State | CCHA       | 40  | 6                | 21               | 27               | 46               | -                | - | -                    | -                    | -                    |                      |                      |
| 2010-2011  | Bulldogs de Ferris State | CCHA       | 26  | 7                | 13               | 20               | 20               | -                | - | -                    | -                    | -                    |                      |                      |
| 2010-2011  | Wolves de Chicago        | LAH        | 3   | 0                | 0                | 0                | 4                | -                | - | -                    | -                    | -                    |                      |                      |
| 2011-2012  | IceCaps de Saint-Jean    | LAH        | 72  | 8                | 23               | 31               | 33               | 10               | 1 | 2                    | 3                    | 10                   |                      |                      |
| 2012-2013  | IceCaps de Saint-Jean    | LAH        | 38  | 8                | 11               | 19               | 34               | -                | - | -                    | -                    | -                    |                      |                      |
| 2012-2013  | Jets de Winnipeg         | LNH        | 8   | 1                | 3                | 4                | 12               | -                | - | -                    | -                    | -                    |                      |                      |
| 2013-2014  | IceCaps de Saint-Jean    | LAH        | 40  | 6                | 19               | 25               | 26               | 21               | 2 | 12                   | 14                   | 16                   |                      |                      |
| 2013-2014  | Jets de Winnipeg         | LNH        | 10  | 1                | 2                | 3                | 0                | -                | - | -                    | -                    | -                    |                      |                      |
| 2014-2015  | Avalanche du Colorado    | LNH        | 59  | 5                | 15               | 20               | 24               | -                | - | -                    | -                    | -                    |                      |                      |
| 2015-2016  | Rampage de San Antonio   | LAH        | 11  | 3                | 4                | 7                | 6                | -                | - | -                    | -                    | -                    |                      |                      |
| 2015-2016  | Avalanche du Colorado    | LNH        | 37  | 2                | 4                | 6                | 10               | -                | - | -                    | -                    | -                    |                      |                      |
| 2016-2017  | Canadiens de Montréal    | LNH        | 16  | 0                | 5                | 5                | 2                | -                | - | -                    | -                    | -                    |                      |                      |
| 2016-2017  | IceCaps de Saint-Jean    | LAH        | 26  | 4                | 14               | 18               | 8                | 4                | 1 | 1                    | 2                    | 2                    |                      |                      |
| 2017-2018  | Americans de Rochester   | LAH        | 66  | 15               | 32               | 47               | 38               | 3                | 2 | 0                    | 2                    | 2                    |                      |                      |
| 2017-2018  | Sabres de Buffalo        | LNH        | 3   | 0                | 0                | 0                | 2                | -                | - | -                    | -                    | -                    |                      |                      |
| 2018-2019  | Americans de Rochester   | LAH        | 58  | 21               | 29               | 50               | 34               | 3                | 0 | 0                    | 0                    | 2                    |                      |                      |
| 2019-2020  | Americans de Rochester   | LAH        | 59  | 5                | 25               | 30               | 24               | -                | - | -                    | -                    | -                    |                      |                      |
| 2020-2021  | EHC Munich               | DEL        | 37  | 8                | 25               | 33               | 12               | 2                | 0 | 0                    | 0                    | 2                    |                      |                      |
| 2021-2022  | EHC Munich               | DEL        | 50  | 16               | 25               | 41               | 28               | 11               | 5 | 1                    | 6                    | 6                    |                      |                      |
| 2022-2023  | EHC Munich               | DEL        | 53  | 9                | 29               | 38               | 10               | 12               | 1 | 6                    | 7                    | 2                    |                      |                      |
| Totaux LNH | Totaux LNH               | Totaux LNH | 133 | 9                | 29               | 38               | 50               | -                | - | -                    | -                    | -                    |                      |                      |

### En équipe nationale
Il représente les États-Unis au niveau international.
| Année | Équipe     | Compétition          |   | PJ | B | A | Pts | Pun                |  | Résultat |
| 2015  | États-Unis | Championnat du monde | 5 | 0  | 1 | 1 | 2   | Médaille de bronze |  |          |